# Albatrellus subrubescens
Albatrellus subrubescens é uma espécie de fungo da ordem Russulales.

## Taxonomia e filogenia
A espécie foi descrita pela primeira vez na literatura científica pelo micologista norte-americano William Murrill, que a encontrou na Flórida em 1940 e batizou-a de Scutiger subrubescens; em 1947 ele transferiu o fungo para o gênero Polyporus. Josiah Lincoln Lowe depois identificou a espécie como sendo  Albatrellus confluens. Em 1965, Zdeněk Pouzar coletou amostras na antiga Tchecoslováquia, e descreveu como uma nova espécie (Albatrellus similis), não tendo naquele momento conhecimento da semelhança com os espécimes achados por Murrill na Flórida. Estudos posteriores revelaram que A. similis é idêntico ao Scutiger subrubescens de, e o epíteto foi transferido para Albatrellus. Em 1974, Pouzar reconheceu que o Albatrellus confluens de Lowe era uma espécie distinta de A. subrubescens. O epíteto específico subrubescens é derivado do latim: sub ("em") e rubescens ("crescer vermelho").
Quatro espécies de Albatrellus foram incluídas em uma ampla análise filogenética da ordem Russulales publicada em 2003. Com base nas suas sequências de DNA ribossômico, as quatro espécia formam um clado, ou grupo monofilético (isto é, eles derivam de um único ancestral). Das quatro espécies testadas, A. ovinus foi mais intimamente relacionada com A. subrubescens. O poliporo Wrightoporia lenta (espécie tipo do gênero Wrightoporia) ocorreu em um único ramo basal ao clado Albatrellus, o que implica que se tratava de um ancestral mais antigo a partir do qual as espécies de Albatrellus foram derivadas.

## Descrição
O píleo de A. subrubescens mede de 6 a 14,5 centímetros de diâmetro, com um tronco em posição central, excêntrica, ou raramente lateral. Inicialmente, o chapéu é convexo com uma margem envolvente, e que se achata com o passar do tempo. A margem do píleo pode ser dobrada ou plana. A superfície do chapéu em espécimes jovens é lisa, mas logo fica intimamente achatada para baixo, como manchas, o que pode se transformar em escamas a medida que o fungo envelhece. Nos espécimes jovens a margem do chapéu é branca, marrom e violeta no centro, mais tarde torna-se laranja-acastanhado ou marrom ocre. Alguns exemplares podem ser cobertos com fibrilas negro-cinza a cinza-roxo.

## Distribuição e habitat
Espécimes de A. subrubescens são geralmente solitários, mas às vezes vários corpos de frutificação (geralmente entre dois e oito) ficam grudados pelas bases tronco ou nas laterais de seus limites. É estritamente terrestre, nunca encontrado na madeira. A espécie tem sido relatada a partir de uma variedade de locais na Europa Central, América do Norte. No oeste da América do Norte, a sua distribuição inclui Arizona, Alberta, Califórnia, Territórios do Noroeste e Washington; a distribuição se estende ao sul para o México (Chiapas). Também é encontrado na região da costa do golfo, da Flórida até o Texas. Na Ásia, foi recolhido a partir da China (Yunnan e Tibete), e Japão (como A. Cantharellus). Ele prefere a crescer em florestas de pinho, mas tem sido ocasionalmente associado com abetos. Ginns, relatando uma comunicação pessoal com David Arora, escreve que Arora "encotrou vários aglomerados de basidiomas em uma área de meio hectare coberta principalmente por uma mistura de Pinus attenuata, manzanita, huckleberry, e mandrones esparsos".

## Compostos bioativos
Albatrellus subrubescens contém o composto bioativo scutigeral, que tem atividade antibiótica. Substância química que também é encontrada na espécie relacionada A. ovinus. O scutigeral interage seletivamente no receptor de dopamina D1 (o receptor de dopamina mais abundante no sistema nervoso central, que regula o crescimento e o desenvolvimento neuronal, mediando algumas respostas comportamentais). Uma publicação de 1999 sugeriu que o scutigeral tenha atividade agonista nos receptores vaniloides (um receptor encontrado em nervos sensitivos do corpo humano), especificamente por ter influenciado a absorção de cálcio em neurônios do gânglio da região dorsal da medula espinhal de ratos. No entanto, um estudo de 2003 não encontrou qualquer atividade farmacológica.